# Ay Yola
Ay Yola (en baskir, Ай Йола) es un grupo musical folk-pop en idioma baskir, formado en Ufá, Rusia en 2024.
Ay Yola es famoso por su canción de 2025, Homay, que se volvió popular a nivel internacional, especialmente en los países túrquicos: Kazajstán, Turquía, Uzbekistán, Kirguistán y Turkmenistán.

## Nombre
El nombre del grupo Ay Yola en baskir significa «leyes universales, estatuto», «conjunto de reglas del universo»: valores eternos: no matar, no robar, respetar a los mayores, proteger a los jóvenes. El álbum debut del trío de Ufá, "Ay Yola", se basa en la epopeya folclórica baskir Ural-batyr

## Miembros
El grupo tiene tres miembros:
- Adel Shayhitdinova - Compositora, voz, guitarra y dombra. Es hija de Ruslan Shayhitdinov[4][5] y Artista Honorario de la República de Baskortostán.[9][10]
- Ruslan Shayhitdinov - Teclado, bajo y kobyz. Músico, ingeniero de sonido y productor. Nombrado Artista Honorario de la República de Baskortostán,[9][10] también es conocido como DJ Ruslan Sever.[4][5]
- Rinat Ramazánov - Voz y quray. Ramazánov es músico, figura pública y Artista Popular de la República de Baskortostán.[9][10] Además es solista y líder del grupo folclórico "Argymak".[11]

## Historia
El grupo Ay Yola fue fundado a partir de representantes de otros dos grupos musicales. Ruslan y Adel Shayhitdinova comenzaron su trabajo creativo en el proyecto Musume en 2010, y Rinat Ramazánov es el cantante principal y líder del grupo étnico "Argymak". Ruslan Shayhitdinov y Rinat Ramazánov se conocieron en 2024 mientras escribían la canción "My Ufa", dedicada al 450 aniversario de la fundación de Ufá. El conocimiento y el trabajo conjunto inspiraron a los músicos a crear un nuevo proyecto, en el que el sonido moderno se combina con motivos étnicos y la épica de Ural-batyr. Así, en 10 meses se creó un álbum musical del mismo nombre con la epopeya baskir. La segunda canción, Homay fue especialmente popular en Kazajstán, Uzbekistán, Azerbaiyán y Rusia. Homa (homay) es un ave mágica. Su imagen se encuentra en toda la mitología oriental, desde Irán hasta Kazajistán. En muchas epopeyas, se presenta ante el lector o el oyente como una hermosa cisne, hija de los dioses.

## Estilo
El estilo musical de la banda se caracteriza por un patrón rítmico monótono (en este caso, similar al traqueteo de los caballos), frases repetitivas e instrumentos con una afinación folclórica. La canción Homay también incluye canto gutural.